# Феррейра, Фабиу (португальский футболист)
Фабиу Феррейра (порт. Fábio Ferreira; род. 3 мая 1989, Баррейру, Сетубал, Португалия) — португальский футболист, полузащитник.

## Биография
В 2002 году в возрасте 13 лет Фабиу Феррейра попал в систему лиссабонского «Спортинга». 6 января 2005 года стало известно, что лиссабонский клуб направил в ФИФА жалобу на Феррейру и двух других футболистов, которые без согласования тренировались в составе «Челси». Тем не менее, летом 2005 года Феррейра перешёл в молодёжную команду «Челси». В 2008 году он подписал свой первый профессиональный контракт с «Челси», а по ходу сезона был отдан в аренду в клуб Лиги 1 «Олдем Атлетик», однако в его составе провёл лишь один матч, 24 марта 2009 года вышел на поле в игре с «Челтнем Таун». Летом 2009 года Феррейра вернулся в Португалию, где провёл два сезона в клубах третьего дивизиона «Эшмориш» и «Сертаненси».
С 2011 года выступает в Австралии. Изначально перешёл в клуб низшей лиги «Далвич Хилл», а с 2012 года играет за клубы высшей лиги «Аделаида Юнайтед» и «Сентрал Кост Маринерс». В 2017 году провёл 6 матчей за малайзийский клуб ПКНС, после чего вернулся в Австралию где был игроком клубов «Сидней» и «Перт Глори».